# Qin Er Shi
Qin Er Shi (秦二世) bio je car stare Kine iz dinastije Qin, sin i nasljednik prvog kineskog cara, Qin Shi Huangdija. Vladao je 210. prije nove ere – 207. prije nove ere. Bio je drugi vladar svoje dinastije.

## Ime
Njegovo je osobno ime bilo Huhai (胡亥) (rekonstrukcija: *Ga-gə′).

## Biografija
Imao je starijeg brata Fusua, koji je trebao biti car, ali se to nije dogodilo i Huhai je zasjeo na kinesko prijestolje. Imao je 21 godinu.
Ipak, sam car nije zapravo vladao, već je to činio njegov eunuh Zhao Gao. On je naredio caru da ne izlazi iz svoje palače. Tolika je bila moć tog eunuha da je car dao zatočiti svoju braću.
Ne samo da je njegova moć bila nikakva, već je u Kini došlo do prevrata. Razni su banditi i kriminalci počeli napadati carstvo.
Nakon što su se neki velikodostojnici požalili caru, on je dao pogubiti neke prinčeve i deset princeza.

### Konjilijelen?
27. rujna 207. godine prije nove ere eunuh Zhao Gao je odlučio testirati svoju moć pred samim carem i slugama. Doveo je jelena pred cara i rekao da je to konj, što je cara jako nasmijalo. Car je zatim upitao sluge: „Je li to konj ili jelen?“ Neke sluge i neki službenici su rekli da je konj, neki su šutjeli, a neki su se usudili reći da je jelen, i eunuh ih je dao pogubiti.

### Kraj vladavine
207. godine prije nove ere car je izgubio vlast i počinio je samoubojstvo. Nije poznato je li imao djece, ali je vjerojatno imao supruge. Naslijedio ga je nećak Ziying.